# 뿌 팟 퐁 까리
푸팟퐁 커리(태국어: ปูผัดผงกะหรี่→커리 가루 게 볶음)는 태국의 요리이다. 튀긴 게를 코코넛밀크와 달걀이 들어 부드러운 커리 소스에 볶아 만든다. 허물을 막 벗은 남방톱날꽃게 등 껍데기가 무른 연갑게가 주로 사용된다.

## 어원
"뿌(ปู)"는 "게"를, "팟(ผัด)"은 "볶다"를, "퐁(ผง)"은 "가루"를, "까리(กะหรี่)"는 "커리"를 뜻한다. "커리가루에 볶은 게"라는 뜻이다.

## 같이 보기
- 커리